# Liteni
Liteni (en alemany: Leiten) és una ciutat del comtat de Suceava, al nord-est de Romania. Es troba a la regió històrica de Moldàvia occidental. Liteni és el novè assentament urbà més gran del comtat, amb una població de 9.398 habitants, segons el cens del 2011.
Va ser declarada ciutat el 2004, juntament amb altres set localitats del comtat de Suceava. La ciutat administra cinc pobles: Corni, Roșcani, Rotunda, Siliștea i Vercicani.
Liteni es troba a la part sud-est del comtat de Suceava, a prop de la confluència del riu Suceava i el riu Siret. La ciutat de Dolhasca és a prop. Tot i ser una ciutat, Liteni té un aspecte rural en moltes zones i la principal ocupació dels habitants és l'agricultura.